# محمد شاكر كسابير
محمد شاكر كسابير (بالتركية: Şakir Kesebir)‏ (ولدَ في 1 يناير 1889، فيليس - توفي في 6 أبريل 1966) هو سياسي عثماني، تولى منصب عضو البرلمان التركي.

## مناصبه
تولى المناصب التالية:
- عضو في البرلمان التركي (11 أغسطس 1923–2 أغسطس 1927)
- عضو في البرلمان التركي (2 أغسطس 1927–26 مارس 1931)
- عضو في البرلمان التركي (4 مايو 1931–23 ديسمبر 1934)
- عضو في البرلمان التركي (1 مارس 1935–27 ديسمبر 1938)
- وزير الزراعة والغابات  [لغات أخرى]‏ (1 نوفمبر 1937–10 نوفمبر 1938)
- وزير الاقتصاد  [لغات أخرى]‏ (1 نوفمبر 1937–28 ديسمبر 1938)
- وزير الاقتصاد  [لغات أخرى]‏ (21 يناير 1928–29 مايو 1929)